# Adela Rogers St. Johns
Adela Nora Rogers St. Johns (Los Angeles, 20 de maig de 1894 - Arroyo Grande, 10 d'agost de 1988) va ser una periodista, novel·lista i guionista estatunidenca. Va escriure diversos guions per a pel·lícules mudes, però és més recordada per les seves gestes innovadores com a "The World's Greatest Girl Reporter" durant les dècades de 1920 i 1930 i les seves entrevistes a famosos per a la revista Photoplay.

## Primers anys
St. Johns va néixer a Los Angeles, l'única filla de l'advocat penalista de Los Angeles Earl Rogers (que era amic del magnat de l'editorial William Randolph Hearst) i de la seva dona, Harriet Belle Greene. Va assistir a Hollywood High School, graduant-se el 1910.

## Carrera

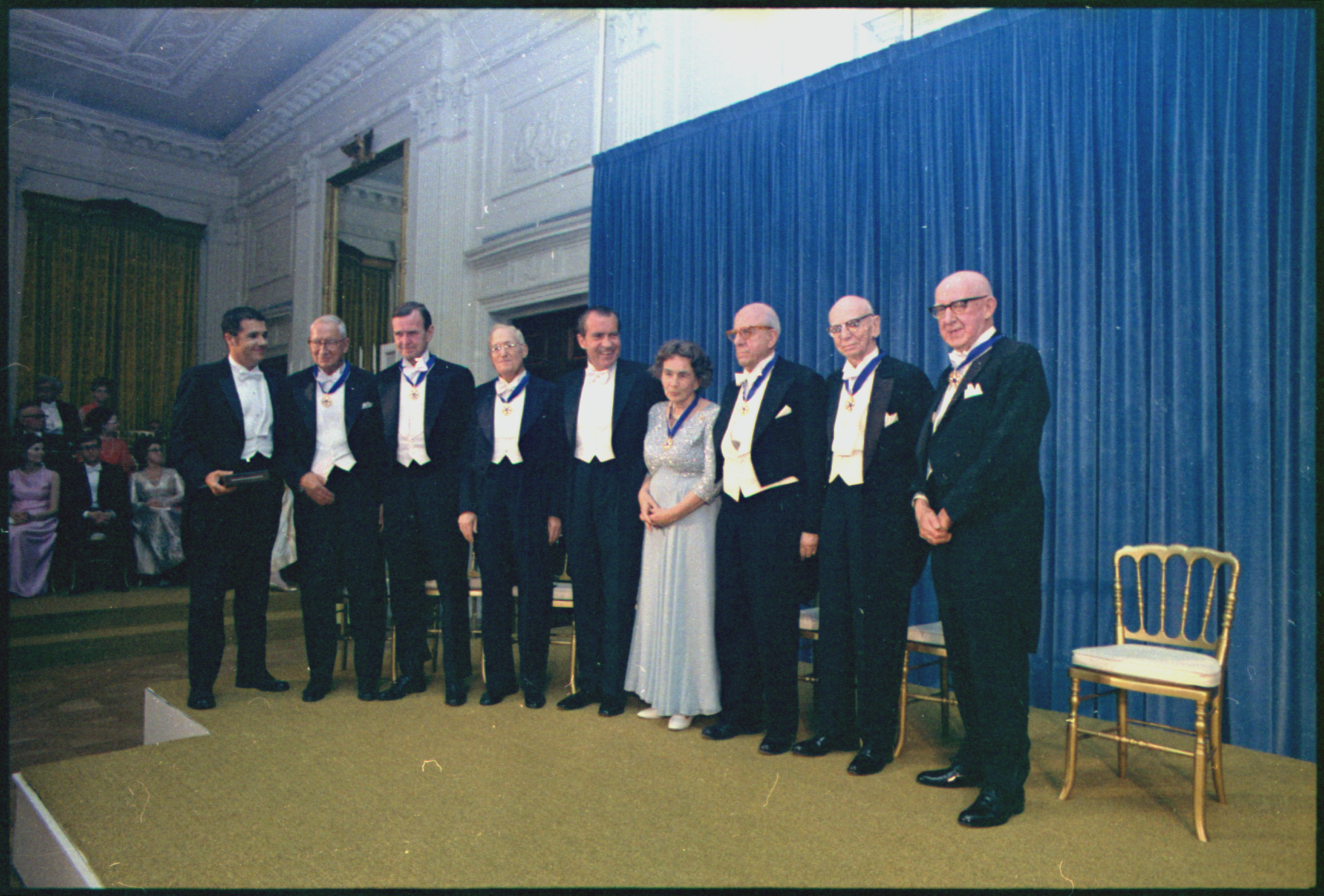
St. Johns, la quarta des de la dreta en aquesta imatge, va acceptar la Medalla Presidencial de la Llibertat del president Richard Nixon el 22 d'abril de 1970.

Va obtenir el seu primer treball l'any 1912 treballant com a reportera per al San Francisco Examiner de Hearst. Va informar sobre crims, política, societat i esports abans de ser transferida al Los Angeles Herald el 1913.
Després de veure la seva feina per a aquell diari, James R. Quirk li va oferir una feina escrivint per a la seva nova revista de fans Photoplay. St. Johns va acceptar la feina per poder passar més temps amb el seu marit i els seus fills. Les seves entrevistes a famosos van ajudar a la revista a ser un èxit gràcies a les seves nombroses entrevistes reveladores amb estrelles de cinema de Hollywood. També va escriure contes per a Cosmopolitan, The Saturday Evening Post i altres revistes i va acabar 9 dels seus 13 guions abans de tornar a informar als diaris de Hearst.
A mitjans de la dècada de 1930, es va traslladar a Washington, DC, per informar sobre la política nacional per al Washington Herald. Allà, es va fer prominent entre un grup de periodistes que treballaven per a Cissy Patterson. La seva cobertura de l'assassinat del senador Huey Long el 1935, l'abdicació del rei Eduard VIII el 1936, la Convenció Nacional Demòcrata de 1940 i altres històries importants la van convertir en una de les periodistes més conegudes del dia. St. Johns va deixar de nou la feina a la premsa el 1948 per escriure llibres i ensenyar periodisme a la Universitat de Califòrnia a Los Angeles.
El 1962, va publicar Final Verdict, una biografia del seu pare, Earl Rogers. El llibre va ser adaptat per a una pel·lícula de televisió de TNT del mateix nom el 1991; Olivia Burnette va interpretar la jove St. Johns.
St. Johns va rebre la Medalla Presidencial de la Llibertat el 22 d'abril de 1970.
Durant la dècada de 1960 i 1970, St. Johns va ser convidada freqüent a diversos programes de tertúlies, com ara The Tonight Show i The Merv Griffin Show de Jack Paar i Johnny Carson. Durant una visita a Tonight Show, Paar va assenyalar que St. Johns havia conegut moltes llegendes de l'Edat d'Or de Hollywood i una vegada es va rumorear que havia tingut el fill de Clark Gable. St. Johns va fer broma: "Bé, qui no hauria volgut tenir el nadó de Clark Gable?" Paar va preguntar si hi havia alguna cosa que ella volia fer que encara no hagués fet en la seva vida més aviat increïble, St. Johns va respondre: "Només vull viure el temps suficient per veure com resulta tot".
El 1976, als 82 anys, va tornar a informar per l'Examiner per cobrir el robatori bancari i el judici per conspiració de Patty Hearst, néta del seu antic empresari. A finals de la dècada de 1970, St. Johns va acollir una minisèrie que narrava les pel·lícules de Gable, que va aparèixer a la televisió pública d'Iowa. Al mateix temps, va ser entrevistada per a la sèrie documental de televisió Hollywood: A Celebration of the American Silent Film (1980).
L'any següent, St. Johns va aparèixer amb altres personatges de principis del segle XX com un dels "testimonis" a Reds (1981) de Warren Beatty. St. Johns va passar els darrers anys a Arroyo Grande, Califòrnia.

## Vida personal
St. Johns es va casar tres vegades i va tenir quatre fills. El seu primer matrimoni va ser amb l'editor en cap del Los Angeles Herald, William Ivan St. Johns, amb qui es va casar el 1914. Van tenir dos fills, Elaine i William Ivan, Jr., abans de divorciar-se el 1927. L'any següent, es va casar amb Richard Hyland, antiga estrella de futbol de la Universitat Stanford. Van tenir un fill, Richard, i es van divorciar el 1934. El tercer matrimoni de St. Johns va ser amb F. Patrick O'Toole, un executiu de la companyia aèria. Es van casar el 1936 i es van divorciar l'octubre de 1942. Després del seu tercer divorci, St. Johns va adoptar un fill com a mare soltera.

## Mort
El 10 d'agost de 1988, St. Johns va morir al South County Convalescent Hospital d'Arroyo Grande, als 94 anys Està enterrada al Forest Lawn Memorial Park a Glendale, Califòrnia.

## Obra

### Llibres
- The Skyrocket (Cosmopolitan, 1925) [novel·la]
- A Free Soul (Cosmopolitan, 1927) [novel·la]
- The Single Standard (Grosset & Dunlap, 1928) [novel·lació del seu guió]
- Field of Honor (EP Dutton, 1938) [novel·la]
- The Root of All Evil (EP Dutton, 1940) [novel·la]
- Never Again, and Other Stories (Doubleday, 1949)
- How to Write a Story and Sell It (Doubleday, 1956)
- Affirmative Prayers in Action (Dodd, Mead, 1957)
- First Step up Toward Heaven: Hubert Eaton and Forest Lawn (Prentice-Hall, 1959)
- Final Veredict (Doubleday, 1962) [biografia del seu pare, Earl Rogers ]
- Tell No Man (Doubleday, 1966) [novel·la]
- The Honeycomb (Doubleday, 1969) [autobiografia]
- Some are Born Great (Doubleday, 1974) [històries sobre grans dones que l'autora havia conegut]
- Love, Laughter, and Tears: My Hollywood Story (Doubleday, 1978) [memòries]
- No Good-byes: My Search into Live Beyond Death (McGraw-Hill, 1982)

### Articles
- "Do You Have a Story to Tell?," The Writer, agost 1953

## Filmografia

### Actriu
- Rojos (Reds) (1981)

### Guionista
- Old Love for New (1918)
- Marked Cards (1918)
- The Secret Code (1918)
- Broken Laws (1924)
- Inez from Hollywood (The Worst Woman in Hollywood, 1924)
- Lady of the Night (1925)
- The Red Kimona (1925)
- The Skyrocket (1926)
- The Wise Guy (1926)
- The Broncho Twister (1927)
- Children of Divorce (1927)
- Singed (1927)
- The Patent Leather Kid (1927)
- The Arizona Wildcat (1927)
- The Heart of a Follies Girl (1928)
- Lilac Time (1928)
- Scandal (1929)
- The Single Standard (1929)
- A Free Soul (1931)
- El preu de Hollywood (What Price Hollywood?) (1932)
- Miss Fane's Baby Is Stolen (1934)
- A Woman's Man (1934)
- Ha nascut una estrella (A Star Is Born) (1937, no acreditada)
- Back in Circulation (1937)
- The Great Man's Lady (1942)
- Estimada funcionària (Government Girl) (1943)
- That Brennan Girl (1946)
- Smart Woman (1948)
- The Girl Who Had Everything (1953, basat en la seva novel·la A Free Soul)

### Teleplays
- General Electric Theatre (episodi: "The Crime of Daphne Rutledge", 1954)
- Alfred Hitchcock Presents (episodi: "Never Again", 1955)